# Hailey
Hailey és una població dels Estats Units a l'estat d'Idaho. Segons el cens del 2000 tenia 6.200 habitants.

## Demografia
Segons el cens del 2000, Hailey tenia 6.200 habitants, 2.389 habitatges, i 1.603 famílies. La densitat de població era de 757,5 habitants/km².
Dels 2.389 habitatges en un 42,6% hi vivien nens de menys de 18 anys, en un 51,5% hi vivien parelles casades, en un 10,2% dones solteres, i en un 32,9% no eren unitats familiars. En el 23,7% dels habitatges hi vivien persones soles el 5,2% de les quals corresponia a persones de 65 anys o més que vivien soles. El nombre mitjà de persones vivint en cada habitatge era de 2,56 i el nombre mitjà de persones que vivien en cada família era de 3,09.
Per edats la població es repartia de la següent manera: un 29,7% tenia menys de 18 anys, un 6,7% entre 18 i 24, un 37,4% entre 25 i 44, un 20,9% de 45 a 60 i un 5,3% 65 anys o més.
L'edat mediana era de 33 anys. Per cada 100 dones de 18 o més anys hi havia 96,9 homes.
La renda mediana per habitatge era de 51.347 $ i la renda mediana per família de 56.379 $. Els homes tenien una renda mediana de 37.750 $ mentre que les dones 29.025 $. La renda per capita de la població era de 21.255 $. Aproximadament el 4,6% de les famílies i el 6,1% de la població estaven per davall del llindar de pobresa.

## Poblacions més properes
El següent diagrama mostra les poblacions més properes.